# Język jah hut
Język jah hut (lub jah het) – język austroazjatycki używany w stanie Pahang w Malezji, na południe od obszaru języka semai. Należy do języków aslijskich, tworząc samodzielną gałąź w ramach tej grupy. Społeczność Jah Hut liczy blisko 3200 osób.
Publikacja Ethnologue (wyd. 22, 2019) wyróżnia dialekty: kerdau, krau, ketiar krau (tengganu), kuala tembeling, pulau guai, ulu ceres (cheres), ulu tembeling.
Uchodzi za zagrożony wymarciem. Powszechnie znany jest także język malajski. Niemniej z danych Ethnologue wynika, że jah hut pozostaje w szerokim użyciu.
Od pocz. XXI w. jest zapisywany alfabetem łacińskim.